# Laudario di Cortona

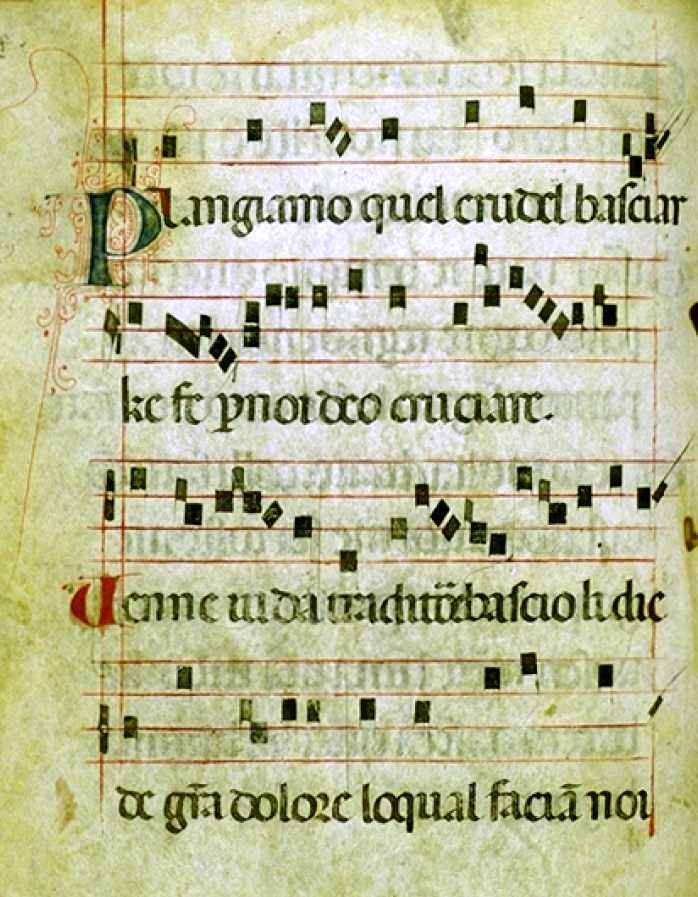
Folio 46v del Laudario di Cortona con la lauda Plangiamo quel crudel basciare

El Laudario di Cortona (Cortona, Biblioteca del Comune e dell' Accademia Etrusca, Ms. 91) es un manuscrito italiano de la segunda mitad del siglo XIII que contiene una colección de laude.

## El manuscrito
No se conoce su fecha con exactitud, pero se cree que fue copiado entre los años 1270 y 1297. Perteneció a la Fraternita de Santa María delle Laude de la iglesia de San Francesco de Cortona. En el año 1876 fue encontrado abandonado y en un estado deplorable por el bibliotecario de la Biblioteca del Comune e dell' Accademia Etrusca di Cortona, Girolamo Mancini, quién lo agregó a la biblioteca cortonense, donde actualmente se conserva.
El Laudario di Cortona y el Laudario Magliabechiano 18 (Florencia, Biblioteca Nazionale Centrale, Magliabechiano II I 122, Banco Rari 18) son los dos únicos manuscritos italianos de laude con notación musical que han llegado hasta nosotros. De hecho, algunas de las piezas están en ambos manuscritos. Otras piezas del Laudario di Cortona se encuentran en otros laudarios sin música (solo con texto) como el Laudario Magliabechiano 19 (Florencia, Biblioteca Nazionale Centrale, Magliabechiano II I 212, Banco Rari 19), el Laudario de Arezzo (Arezzo, Biblioteca Comunale 180 della Fraternita dei Laici), el Laudario de Milán (Milán, Biblioteca Trivulziana 535) y en otros fragmentos sueltos.
El Laudario de Cortona es anterior al Laudario Magliabechiano 18. De hecho, constituye la colección más antigua de música italiana en lengua vernácula que se conoce y la única en todo el siglo XIII.
El manuscrito consta de 171 folios de pergamino y carece de miniaturas. El texto está escrito en caracteres góticos y la música en notación cuadrada.
Consta de dos partes. La primera va del folio 1 al 122 y su tamaño es 22.6 x 17.2 cm. La segunda parte es posterior y de un formato menor, 21.5 x 17.2 cm. Va del folio 133 al 171. Entre las dos partes fue incluido posteriormente un cuadernillo (folios del 123 al 132).

## Obras
El manuscrito consta de 66 laude, pero solo las 44 incluidas en la primera parte llevan música. En el cuadernillo que se añadió posteriormente hay otras dos laude con notación musical. Por tanto el manuscrito contiene un total de 46 piezas musicales. Las 16 primeras laude son María marianas, mientras que el resto siguen aproximadamente el calendario litúrgico.
A continuación se detallan las laude del manuscrito. Los códigos de la columna de "concordancias" con otros manuscritos y fragmentos se especifican más abajo. Los de la columna de "grabaciones" se especifican en la sección de "discografía".
| N.º | Folio       | Lauda                                                          | Concordancias           | Grabaciones                                                               |
| --- | ----------- | -------------------------------------------------------------- | ----------------------- | ------------------------------------------------------------------------- |
| 1   | 1 - 3v      | Venite a laudare                                               | ARE, MIL                | MIC, LAU, CCP, QPI, PRE, SCS, OBS, MED, WYT, ASI                          |
| 2   | 3v - 5v     | Lauda novella sia cantata                                      | ARE                     | MIC, SPE, DOL, CCP, QPI, PRE, EMI, MED, CAC, WYT, EMS, ARM, WOL, NEK, JDE |
| 3   | 5v - 8v     | Ave, donna santissima                                          | ARE, M18, M19, MIL      | MIC, LAU, DOL, QPI, PRE, DIA, MED, EMS, ARM, EST, OWY, LOM                |
| 4   | 8v - 10     | Madonna santa Maria                                            | ARE, MIL                | MIC, DOL, QPI, PRE, QVG                                                   |
| 5   | 12v - 14v   | Ave, regina gloriosa                                           |                         | MIC, LAU, DOL, QPI, PRE                                                   |
| 6   | 14v - 17    | Da ciel venne messo novello                                    | ARE, M18, M19           | MIC, ORG, LUG, QPI, PRE, SCS, OBS, AME, TRE, ALB, LOM, NEK                |
| 7   | 17 - 19v    | Altissima luce col grande splendore                            | ARE, M18, M19, MIL      | MIC, DOL, LUG, QPI, PRE, ARM, LOM, NEK, ASI                               |
| 8   | 19v - 22    | Fami cantar l'amor di la beata                                 | ARE, M19                | MIC, CHO, QPI, PRE, ALT, WYT, NEK                                         |
| 9   | 22 - 24     | O Maria, d'omelia                                              | ARE                     | MIC, QPI, PRE, WYT                                                        |
| 10  | 24 - 25v    | Regina sovrana de gram pietade                                 | ARE, M18, M19           | MIC, QPI, PRE, HIL                                                        |
| 11  | 25v - 27    | Ave, Dei genitrix                                              |                         | MIC, QPI, PRE                                                             |
| 12  | 27 - 29     | O Maria, Dei cella                                             |                         | MIC, QPI, PRE                                                             |
| 13  | 29 - 32v    | Ave, vergene gaudente                                          | MIL                     | MIC, QPI, PRE, NEK                                                        |
| 14  | 32v - 34v   | O divina virgo, flore                                          |                         | MIC, DOL, QPI, PRE, HIL, QVG, LUC, NEK                                    |
| 15  | 34v - 36v   | Salve, salve, virgo pia                                        | MIL                     | MIC, DOL, QPI, PRE, HIL, LOM                                              |
| 16  | 36v - 38    | Vergene donçella da Dio amata                                  | ARE, M18, M19, MIL      | MIC, QPI, PRE                                                             |
| 17  | 38v - 39v   | Peccatrice, nominata                                           | ARE, M19                | MIC, DOL, QPI, PRE, EMI                                                   |
| 18  | 39v - 43v   | Cristo è nato et humanato                                      | M18(Incompleto), W15    | MIC, ORG, LUG, QPI, PRE, SCS, ALT, POU, ALB, NEK, ASI                     |
| 19  | 43v - 44v   | Gloria 'n cielo e pace 'n terra                                | ARE, MIL                | MIC, DOL, LUG, QPI, PRE, CAC, ALB, ORI, NEK                               |
| 20  | 45 - 46     | Stella nuova 'n fra la gente                                   | ARE, M19, MIL           | MIC, ORG, LUG, QPI, PRE, SCS, AME, TRE, MCL, ALB, ORI, NEK                |
| 21  | 46v - 47v   | Plangiamo quel crudel basciar[e]                               |                         | MIC, LUG, QPI, PRE, EMI, SCS, WYT, NEK, JDE                               |
| 22  | 47v - 51    | Ben è crudele e spietoso                                       | M18(solo texto)         | MIC, ORG, LUG, QPI, PRE, SCS, NEK                                         |
| 23  | 51 - 53     | De la crudel morte de Cristo                                   | ARE, MIL                | MIC, ORG, DOL, LUG, CCP, QPI, PRE, WYT, ONI, ALB, NEK                     |
| 24  | 53 - 55     | Dami conforto, Dio, et alegrança                               | ARE, MIL                | MIC, LUG, QPI, PRE, QVG, LUC, NEK                                         |
| 25  | 55 - 57v    | Onne homo ad alta voce                                         | ARE, M18, CBC, MIL      | MIC, ORG, LAU, DOL, LUG, CCP, QPI, PRE, SCS, ALB, NEK                     |
| 26  | 57v - 60    | Jesù Cristo glorioso                                           | M18                     | MIC, ORG, CHO, LUG, QPI, PRE, ALB, NEK                                    |
| 27  | 60 - 63     | Laudamo la resurrectione                                       | ARE, MIL, NY            | MIC, LUG, QPI, PRE, SCS                                                   |
| 28  | 63 - 64v    | Spiritu sancto, dolçe amore                                    | M19, MIL                | MIC, REV, QPI, PRE                                                        |
| 29  | 64v - 68    | Spirito Sancto glorioso                                        | ANT, M19, MIL           | MIC, QPI, PRE, SCS                                                        |
| 30  | 68 - 69v    | Spirito sancto, dà servire                                     | ARE, MIL                | MIC, QPI, PRE, ALT                                                        |
| 31  | 70 - 72     | Alta Trinità beata                                             | M19, MIL                | MIC, DOL, CCP, QPI, PRE                                                   |
| 32  | 72 - 82v    | Troppo perde 'l tempo ki ben non t'ama                         | ARE, MIL                | MIC, LAU, CCP, QPI, PRE                                                   |
| 33  | 82v - 85    | Stomme allegro et latioso                                      | MIL                     | MIC, QPI, PRE, OBS                                                        |
| 34  | 85v - 88v   | Oimè lasso e freddo lo mio core                                |                         | MIC, QPI, PRE, MED, HIL, ASI                                              |
| 35  | 88v - 90    | Chi vol(e) lo mondo desprecçare                                | ARE, M19, MIL           | MIC, QPI, PRE, QVG, ASI                                                   |
| 36  | 90v - 93    | Laudar vollio per amore                                        | MIL                     | MIC, CHO, DOL, CCP, QPI, PRE, ALT, EMS, IOC, JDE                          |
| 37  | 93 - 96     | Sia laudato san Francesco                                      | ARE, M18, M19, MIL      | MIC, CHO, DOL, QPI, PRE, ALT, MAN                                         |
| 38  | 96 - 100v   | Ciascun ke fede sente                                          | ARE, M18, M19, MIL      | MIC, REV, DOL, QPI, PRE, JDE                                              |
| 39  | 100v - 110v | Magdalena degna da laudare                                     | ARE, MIL                | MIC, CHO, REV, DOL, LUG, QPI, PRE, DIA, EMS, NEK                          |
| 40  | 110v - 112v | L'alto prençe archangelo lucente                               | MIL                     | MIC, QPI, PRE                                                             |
| 41  | 112v - 114v | Faciamo laude a tutt'i sancti                                  | ARE, M18, M19, MIL, W22 | MIC, QPI, PRE                                                             |
| 42  | 114v - 116  | San Jovanni al mond'è nato                                     |                         | MIC, QPI, PRE                                                             |
| 43  | 116 - 117v  | Ogn'om canti novel canto                                       | M19                     | MIC, CHO, QPI, PRE                                                        |
| 44  | 117v - 120  | Amor dolçe sença pare                                          | ARE, MIL                | MIC, QPI, PRE, SCS, OBS, EMS, FAE, SIX                                    |
| 45  | 123 - 131v  | Benedicti et llaudati                                          | MIL                     | MIC, REV, QPI, PRE, EMS, RES                                              |
| 46  | 131v - 132v | Salutiam divotamente                                           | ARE, MIL                | MIC, QPI, PRE, EMS, ALB, LOM, ASI                                         |
| 47  | 136         | Alleluya. Alleluya, alto re di gloria (Sin música. Sólo texto) | ARE, M18, M19           |                                                                           |
| 48  | 137         | Salutiam divotamente (Sin música. Sólo texto)                  | ARE, MIL                |                                                                           |
| 49  | 143         | A voi gente facciam prego (Sin música. Sólo texto)             | ARE, M18, M19           |                                                                           |

Concordancias con otros manuscritos y fragmentos:
- ANT - Antwerp, Museum Mayer van den Bergh 303 (Solo texto)
- ARE - Laudario de Arezzo (Arezzo, Biblioteca Comunale 180 della Fraternita dei Laici) (Solo texto)
- M18 - Laudario Magliabechiano 18 (Florencia, Biblioteca Nazionale Centrale, Magliabechiano II I 122, Banco Rari 18) (con notación musical)
- M19 - Laudario Magliabechiano 19 (Florence, Biblioteca Nazionale Centrale, Magliabechiano II I 212, Banco Rari 19) (Solo texto)
- CBC - Florencia, Carlo Bruscoli Collection (Solo texto)
- MIL - Laudario de Milán (Milán, Biblioteca Trivulziana 535) (Solo texto)
- NY - New York, Robert Lehman Collection (antiguamente Smith Collection, Worcester, Mass.) (Solo texto)
- W15 - Washington, National Gallery of Art, Rosenwald Collection B-15, 393 (Solo texto)
- W22 - Washington, National Gallery of Art, Rosenwald Collection B-22, 128 (Solo texto)

## Discografía
Discografía ordenada según el año de grabación:
- 1962 - [LUG] - Laudario 91 di Cortona. La Natività - La Passione. Solisti, Coro e Orchestra della Società cameristica di Lugano. Edwin Loehrer (dir.).

La edición moderna en CD se halla acoplada con varios motetes de Palestrina en el siguiente disco:
- Palestrina - Laudario 91 di Cortona. Solisti, Coro e Orchestra della Società cameristica di Lugano. Edwin Loehrer. Accord 20 156 2. 

- 1970(?) - [CCP] -  Laudes Antiquae. Medieval Songs of Praise. Coro della Cappella Papalle di San Francesco d'Assisi. Alfonso Del Ferraro.

La edición moderna en CD se halla acoplada con otras grabaciones en:
- Chants gregoriens. Deutsche Grammophon Privilege 2726 004 (2 CD)

- 1970(?) - [QPI] -  Laudario di Cortona. Codex 91 dell' Accademia Etrusca di Cortona, sec. XIII. Quartetto Polifonico Italiano. Sarx records SXAM 2010-2. Es una grabación integral.
- 1981(?) - [PRE] -  La Prepolifonia - Le Laudi. Edizione integrale del Laudario di Cortona cod. 91. I Prepolifonisti. P. Pellegrino M. Ernetti. Pan PRF 205 / 6 / 7 / 8 (4 LP).
- 1988 - [EMI] -  Laude. Medieval Italian Spiritual Songs. Musician of the Early Music Institute. Thomas Binkley (dir.). Focus 912.
- 1988 - [MCL] -  Amor mi fa cantar. Musica italiana del primo trecento. Ensemble Micrologus. Quadrivium SCA 004-2.
- 1990 - [SCS] -  Laudario di Cortona. Le Laude e l'Ars Nova. Solisti, e "Cantori di Santomio" (Vicenza). August Wenzinger (dir.).  Accord 20 076 2.
- 1990 - [EST] -  Ave maris stella. Marienverehrung im Mittelalter. Estampie "Münchner Ensemble für frühe Musik". Christophorus CHR 77 289.
- 1992 - [SPE] -  Speculum amoris. Lyrique d'Amour médieval, du Mysticisme à l'érotisme. La Reverdie. Arcana A 336.
- 1992 - [OWY] -  Amar e Trobar. Leidenschaft & mysterium im mittelalter. Oni wytars. Verlag der Spielleute CD 9201.
- 1993 - [MON] -  Laudario di Cortona. Mystère médiéval du 13e siècle. Ensemble Vocal de Montpellier. Jean Gouzes (dir.) Jade JAD C 092.
- 1994 - [LAU] -  Laude di Sancta Maria. Veillée de chants de dévotion dans l'Italie des Communes. La Reverdie. Arcana 34.
- 1994 - [ALT] -  Saint Francis and the Minstrels of God. Altramar Medieval Music Ensemble. Dorian Discovery DIS-80143.
- 1994 - [VOX] -  Joculatores Dei. Laude from Venice, Florence and Cortona. Vox Resonat. Eric Mentzel (dir.). Marc Aurel Editions 20012.
- 1996 - [ORG] -  Laudario di Cortona. Un mystère du XIIIe siècle. Ensemble Organum. Marcel Pérès (dir.)
- 1996 - [LUC] -  Dante Alighieri - Lo mio servente core. Ensemble Lucidarium. L'Empreinte digitale ED 13051.
- 1996 - [AME] -  Nova Stella A Medieval Italian Christmas. Altramar medieval music ensemble. Dorian Discovery DIS-80142.
- 1997 - [CHO] -  Peccatori e santi. L'amor sacro e il sentimento popolare nei laudari italiani e spagnoli del XIII secolo. Ensemble Chominciamento di Gioia. Avvenimenti A301697.
- 1997 - [REV] -  Legenda Aurea. Laudes des Saints au Trecento italien. La Reverdie. Arcana 304.
- 1997 - [OBS] -  Venite a laudare. Obsidienne, Emmanuel Bonnardot (dir.). Opus 111 OPS 30-158.
- 1997 - [HIL] -  Antoine Brumel. The Hilliard Ensemble. Hilliard Live HL 1003. Coro 16052.
- 1997 - [FER] -  Le chant de Maria Férès. Maria Férès. Camerata de Paris. Maria Férès MARF 777.
- 1997 - [FAE] -  Mi ris, mi plours. Musiques des XIIIème et XIVème siècles. Ensemble Faenza. Marco Horvat. Tabula Rasa TR01.
- 1997 - [SIX] -  A Florentine Annunciation. Mass for the Feast of the Annunciation. Les Six. Move MD 3094.
- 1998 - [DIA] -  Terra Adriatica. Chants sacrés des terres croates & italiennes au Moyen-Âge.Diálogos. Katarina Livjanic (dir.). L'Empreinte Digitale ED 13 107.
- 1999 - [QVG] -  Cantico della Terra. Le sacré et le populaire dans l'Italie du XIIIe siècle. Quartetto Vocale Giovanna Marini. Micrologus. Opus 111 30-277.
- 1999 - [MED] -  Words of the Angel. Tournai Mass. Moody: Words of the Angel. Trio Mediæval. ECM New Series 1753.
- 1999 - [MIC] -  Laudario di Cortona. Ensemble Micrologus. Micrologus 00010 / 3. Es una grabación integral de todas las obras e incluye un CD-ROM con un facsímile del manuscrito en PDF.
- 1999 - [POU] -  Tu tu pan pan. A piper journey through medieval Europe. Poul Høxbro. Classico CLASSCD 286.
- 1999 - [ORI] -  Gloria 'n Cielo e Pace 'n Terra. Songs of the age of St. Francis of Assisi. Orientis Partibus. Dynamic 269.
- 2000 - [RES] -  Resonanzen 2000. Vox populi, Vox Dei. La Reverdie. ORF "Edition Alte Musik" CD 252.
- 2001 - [ONI] -  Friedrich II - Stupor Mundi. Musik und Poesie am hofe des stauferkaisers. Oni Wytars. Carsten Wolfewicz. Verlag der Spielleute CD 0101.
- 2001 - [ASI] -  Le Laude Franciscane. Cantori di Assisi. Evangelista Nicolini.
- 2002 - [EMS] -  Laude novella. Ein musikalisches Reisetagebuch ... von Baiern nach Italien um 1392. EST! - Ensemble für Musik des späten Mittelalters. Verlag der Spielleute CD 0204 (2 CD).
- 2003 - [DOL] -  Laudario di Cortona. Canti devozionali del XIII secolo. Ensemble Vocale La Dolce Vista. Giovanni Caruso (dir.). Tactus 270001.
- 2003 - [TRE] -  Christo è nato. Lauding the Nativity in Medieval Italy. Trefoil. MSR Classics 1094.
- 2003 - [LOM] -  Regina Pretiosa. Una Celebrazione Mariana del Trecento Fiorentino. Insieme vocale e strumentale L'Homme Armé. Fabio Lombardo. Tactus TC 350001.
- 2003 - [NEK] -  Il Laudario cortonese 91, XIIIe s.. Eresmin (coro da camera). Nekane Lasarte. Gallo CD-1117.
- 2005 - [MAN] -  Barbarossa. Les Jongleurs de la Mandragore. Fidelio "Mediaeval" FACD 015.
- 2005 - [JDE] -  Joculatores Dei, Minstrels of God. The Lauda in medieval Italy. Vox Resonat. Eric Mentzel. Marc Aurel Editions 20012. Raum Klang "Marc Aurel Editions" MA 20012.
- 2006 - [WYT] -  From Byzantium to Andalusia. Medieval Christian, Jewish and Islamic Music and Poetry. Peter Rabanser,  Belinda Sykes, Jeremy Avis. Oni Wytars. Naxos 8.557637.
- 2006 - [WOL] -  Zeit Gefühle. Musik aus dem späten Mittelalter. Wolkenstayn. Verlag der Spielleute CD 008.
- 2006 - [ALB] -  Laude sulla vita di Gesù. Canti drammatici delle Confraternite del XIII secolo. Concentus Lucensis, I Cantori del Miserere di Sessa Aurunca. Stefano Albarello. Tactus TC 280 001.
- 2007 - [CAC] -  Io son un pellegrin. El caminar en la música medieval. Capilla Antigua de Chinchilla. Columna Música 1CM 0186
- 2007 - [ARM] -  Ave Donna Santissima. Itinerario musicale intorno a Maria. Armoniosoincanto. Franco Radicchia. Tactus TC 260001.
- 2007 - [IOC] -  Vita S. Elisabethæ. The life of St. Elisabeth of Thuringia (1207-1231), told in medieval songs and texts. Ioculatores, Ars Choralis Coeln, Amarcord. Raum Klang RK 2605.